# Whole Lotta Love (EP)
Whole Lotta Love è un extended play della band britannica Led Zeppelin, pubblicato in Australia nel 1970.

## Tracce
1. Whole Lotta Love – 5:33 (Robert Plant, Jimmy Page, John Paul Jones e John Bonham)
2. Black Mountain Side – 2:10 (Jimmy Page)
3. Good Times Bad Times – 2:45 (Jimmy Page, John Paul Jones e John Bonham)
4. Communication Breakdown – 2:43 (Jimmy Page, John Paul Jones e John Bonham)

## Formazione
- Robert Plant: voce
- Jimmy Page: chitarra elettrica, chitarra acustica, Steel guitar, cori
- John Paul Jones: basso, cori
- John Bonham: batteria, cori